# Tripulación Combatiente de Operaciones Especiales
La Tripulación Combatiente de Operaciones Especiales (del inglés: Special Warfare Combatant-craft Crewmen, SWCC), pronunciado "swick", son unidades especiales que utilizan los barcos y botes más avanzados tecnológicamente para apoyar a los SEALs y para otras operaciones especiales. Individualmente los SEALs y los SWCC van por separado, pero realizan misiones especiales sobre todo en medios marítimos, así que trabajan de forma muy similar. Los SWCC son entrenados intensivamente con armas y embarcaciones, pudiendo luego obtener una gran movilidad y rapidez en zonas acuáticas donde otras embarcaciones no pueden operar. Al igual que los SEALs, los SWCC tienen que estar muy bien físicamente, muy motivados y responder responsablemente ante situaciones de gran peligro y estrés.

## Historia
Los equipos de apoyo de operaciones especiales de embarcaciones aparecen en la Segunda Guerra Mundial. El Patrol Coastal y el Patrol Boat Torpedo Three rescataron al General MacArthur y luego al presidente de Filipinas tras la invasión japonesa y luego participó en acciones de guerrilla hasta que Corregidor cayó en manos norteamericanas. Este tipo de embarcaciones y unidades apoyaban y conducían a miembros de operaciones de reconocimiento, sabotaje y bloqueo en el Suroeste del Pacífico. Los PT Boats también fueron usados en Europa desde abril de 1944, para apoyar a la OSS y a la Resistencia francesa.
En la guerra de Vietnam aparecieron los precursores del moderno Special Warfare Combatant-craft Crewman por la gran cantidad de lugares fluviales y ribereños para el apoyo a los SEALs.
Desde aquel conflicto, los SWCC han aparecido en todos los grandes conflictos bélicos que han ido aconteciendo con el paso de los años. En particular tuvieron mucho importancia durante la guerra del Golfo. En la actualidad también participan constantemente en la llamada Guerra contra el terrorismo.
Los SWCC son reconocidos por su labor en todo el mundo y muchas fuerzas especiales utilizan sus entrenamientos, equipamiento y tácticas.

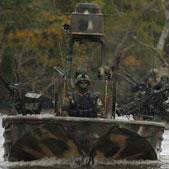
SWCC en una misión.

## Entrenamiento
Para convertirse en una Special Warfare Craft Crewman, el aspirante debe mandar una solicitud y ser aceptado a participar en el programa especial de entrenamiento. Después de lograr pasar este, debe acudir a otras escuelas como SERE. Por último existe un período de pruebas.
El entrenamiento empieza con dos semanas de aclimatación. 
Las siguientes cinco semanas se lleva a cabo el entrenamiento físico, cuya dureza y exigencia aumenta conforme aumentan las semanas. En este período se expone al aspirante a los elementos, a un test de aptitudes de navegación, se le exigen ciertos mínimos en  carrera y natación en piscina, océano y bahía. La mentalidad del alumno es básica junto con el trabajo en equipo.
Para los que logren superar esta parte, el entrenamiento continúa durante catorce semanas más. Además de continuar con la parte física, se enseña al alumno técnicas de comunicación, de patrulla en barco, ciertos conocimientos de ingeniería, de navegación marítima y del uso de armas. Al final los alumnos deben aplicar todo lo aprendido en una misión simulada.

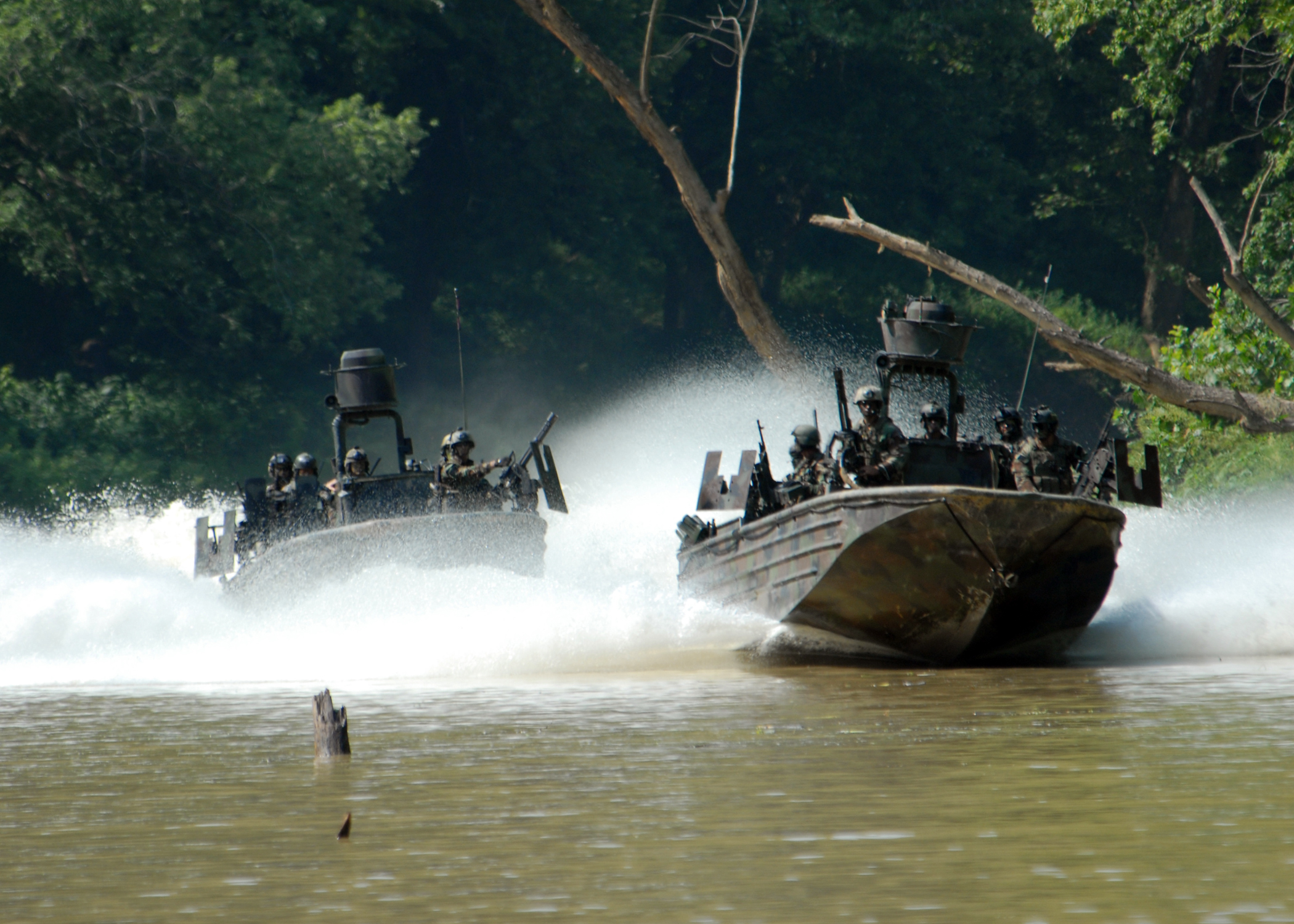

Los SWCC también reciben entrenamientos en escuelas especializadas en armas, navegación, motores y maquinaria, técnicas de supervivencia y primeros auxilios de acuerdo con las necesidades de su equipo.

### Entrenamiento médico
Los miembros del SWCC reciben entrenamientos sobre primeros auxilios y ayuda médica en combate y son reconocidos comúnmente como médicos asistentes. De hecho, algunos componentes del grupo reciben cursos en el Hospital Corpsman antes de convertirse en SWCC. 
Los primeros auxilios de emergencia son vitales en las operaciones especiales que realizan sus misiones lejos de asentamientos donde se pueda tener acceso a un hospital o médico.

## Insignia
La insignia fue concebida en 1996 y el diseño no fue aprobado hasta 2001 por la Armada. La insignia la pueden vestir miembros del equipo. Para conseguir entrar como miembro del SWCC hay que seguir un curso en Coronado, California y luego completar el entrenamiento especial.